# Adolphe Guillaumat
Pour les articles homonymes, voir Guillaumat.
Marie Louis Adolphe Guillaumat, né le 4 janvier 1863 à Bourgneuf (Charente-Maritime) et mort le 18 mai 1940 à Nantes (Loire-Inférieure), est un général français, grand-croix de la Légion d'honneur et médaillé militaire. 
Il participe aux différents conflits coloniaux d'avant guerre. Au cours de la Première Guerre mondiale, Guillaumat commande une division, puis un corps d'armée et une armée, avant d'être dépêché en décembre 1917 dans les Balkans comme commandant en chef des armées alliées en Orient, pour organiser le front de Salonique. En juin 1918, il est rappelé en France après les attaques allemandes du printemps. Après la guerre, il commande l'armée d'occupation de la Rhénanie, puis devient brièvement ministre de la Guerre en 1926 dans le gouvernement d'Aristide Briand.

## Biographie

### Premières années
Adolphe Guillaumat est le fils de Louis Guillaumat, capitaine d'infanterie, et de Marie-Noémie Fleury. Marié le 17 juillet 1906 à Louise Bibent, de bonne famille toulousaine (morte le 4 mai 1960), il a deux fils : Louis, devenu professeur d'ophtalmologie et Pierre, devenu haut fonctionnaire et ministre des armées.
Entré major à Saint-Cyr en 1882, il en sort le 1er octobre 1884 major de la promotion des « Pavillons noirs » et choisit de débuter comme sous-lieutenant  au  65e régiment d'infanterie à Nantes.
En 1892, le lieutenant Guillaumat participe à une levée de cartes à Teniet el-Haad en Algérie ; l'année suivante, il participe à des travaux topographiques à Kairouan en Tunisie.
En novembre 1893, il est nommé capitaine et muté au 147e régiment d'infanterie ; en 1895, le capitaine Guillaumat commande le fort de Douaumont à Verdun ; puis il réussit à se faire affecter à la Légion étrangère et passe deux ans en Algérie.
En septembre 1897, il quitte le 2e régiment étranger et est muté au Tonkin pour y prendre le commandement du  2e Bureau. Il fait la connaissance de Paul Doumer, alors gouverneur général, et de l'amiral de Beaumont.
Au printemps de 1900, on l'envoie étudier la situation en Chine. La révolte des Boxers éclate à ce moment, et il est envoyé commander la défense de la concession française de Tien-Tsin. Le 25 juin, il est blessé au coude par un éclat d'obus et est envoyé en convalescence à Hiroshima où il passe six mois.
Promu chef de bataillon en décembre 1900,  Guillaumat rentre en France en avril 1901 et enseigne pendant trois ans l'histoire militaire à Saint-Cyr.
En 1905, il reçoit le brevet direct d'état-major avec la mention très bien. En juin 1907, promu lieutenant-colonel, il succède au lieutenant-colonel Pétain à la chaire de tactique appliquée à l'infanterie à l'École supérieure de guerre. Il est relevé sans ménagement de son poste de chef de cours pour permettre au lieutenant-colonel Pétain de reprendre son poste à l'École supérieure de guerre en avril 1908. Puis, à partir de septembre 1908, Guillaumat commande pour deux ans le Prytanée militaire de La Flèche.
En septembre 1910, promu colonel, il prend le commandement du 5e régiment d'infanterie à Paris jusqu'en janvier 1913. Il est ensuite nommé directeur de l'infanterie au ministère de la Guerre. Le 8 octobre 1913, il est promu général de brigade.

### Première Guerre mondiale
Lorsque la Première Guerre mondiale éclate, il est depuis le 14 juin 1914 chef du cabinet militaire du ministre de la Guerre Adolphe Messimy. Quand ce dernier est remplacé, le général Guillaumat prend le 30 août 1914 le commandement de la 33e division d'infanterie. Il prend part aux combats de Vitry-le-François lors de la Première bataille de la Marne. Par la suite, il tient avec sa division un secteur sur le front de Champagne. Le 9 décembre 1914, nommé général de division à titre temporaire, il prend la tête de la 4e division d'infanterie.
Le 25 février 1915, il est nommé à la tête du 1er corps d'armée aussi appelé le « groupement Guillaumat », qu'il mène à la première bataille de Champagne, puis à celle de la Woëvre (en avril 1915).
En février 1916, le 1er corps subit le premier choc de l'attaque allemande sur Verdun, avant d'être envoyé en septembre 1916 renforcer la 6e armée française qui, au nord de la Somme, doit soutenir l'aile droite des armées anglaises. Il y mène une offensive couronnée de succès à Combles.
Le 15 décembre 1916, lorsque le général Nivelle est nommé commandant en chef, Guillaumat le remplace à la tête de la 2e armée. Il retourne alors sur le front de Verdun avec ses 650 000 hommes, arrêtant les attaques allemandes du printemps 1917 ; puis, le 20 août, il part à l'assaut, portant les lignes françaises au nord de la Cote 304 et du Mort-Homme.
Le 14 décembre 1917, il prend la succession du général Sarrail comme commandant en chef des armées alliées en Orient (front des Balkans) ; il améliore les relations avec les alliés sur place. Son action sur place lui permet de jouer un grand rôle dans la préparation de l'offensive en Macédoine victorieusement menée par son successeur Franchet d'Espèrey.
Mais la percée des Allemands le 27 mai 1918 au Chemin des Dames les porte à 75 km de Paris. C'est pourquoi, le 17 juin, Clemenceau rappelle le général Guillaumat pour prendre la place du général Dubail comme Gouverneur militaire de Paris. D'après le livre "Weygand mon père" de Jacques Weygand, Guillaumat aurait été pressenti pour prendre le commandement français à la place de Pétain. Foch et les alliés auraient dissuadé Clemenceau. Après le succès de la Seconde bataille de la Marne, il prend, le 7 octobre le commandement de la 5e Armée, qu'il mène jusqu'à l'armistice dans les Ardennes. 
Le 11 décembre 1918, il reçoit à Neufchâteau la médaille militaire des mains du Maréchal Pétain, en inspection dans la région, avec la citation suivante : « Officier général de la plus haute valeur, n'a cessé de se distinguer dans tous les commandements qui lui ont été confiés depuis le début de la campagne. Ayant exercé le commandement en chef des Armées d'Orient a conçu et préparé, avec une remarquable compréhension de la situation, un plan d'offensive dont l'exécution a rapidement contraint les armées bulgares à solliciter un armistice des plus glorieux pour l'Entente. Appelé dans des moments difficiles au poste de Gouverneur militaire, Commandant en chef les Armées de Paris, a répondu pleinement à la confiance du Gouvernement et du Pays ».

### Après guerre
Après la guerre, en juin 1919, il est nommé inspecteur général des armées ; en 1920, il est membre du Conseil supérieur de la guerre.
De 1922 à 1931, il préside les commissions de défense du territoire - la première, créée en 1922 par André Maginot, ministre de la Guerre, est remplacée par une commission de défense des frontières, préfigurant la C.O.R.F. (Commission d'organisation des régions fortifiées) et la ligne Maginot à laquelle il s'oppose, lui préférant un système de fortifications en profondeur qui n'hypothèque pas les choix stratégiques et ne sert pas d'alibi à un refus de mettre l'armée à niveau. En même temps, à partir du 11 octobre 1924, il commande l'armée d'occupation du Rhin et exerce le commandement supérieur des forces alliées des territoires rhénans.

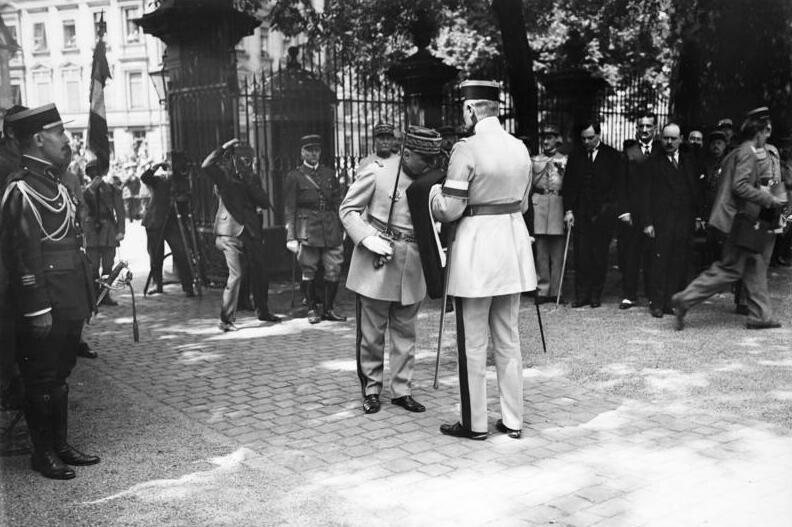
Le général Guillaumat avec le drapeau de la France devant la porte du Deutschhaus, à Mayence le 30 juin 1930.

Le général Guillaumat est du 23 juin au 19 juillet 1926 ministre de la Guerre du gouvernement d'Aristide Briand, qu'il a connu comme son aîné d'un an au lycée de Nantes ; ce gouvernement démissionne au bout de quatre semaines, l'Assemblée ayant refusé des pouvoirs fiscaux exceptionnels à Joseph Caillaux.
Il rédige un rapport secret pour le gouvernement français en 1927 concernant la situation en Allemagne où il entrevoit au travers de la remilitarisation du Reich le renouveau du bellicisme allemand et la mise en danger des enjeux stratégiques français. Un extrait de ce rapport est cité lors d'une conférence du général Mordacq en 1930 : « Les concessions faites au gouvernement allemand et qui se sont traduites, en territoire occupé, par un régime plus libéral à l’égard des populations, n'ont pas eu d'autres résultats, en desserrant l'étreinte, que de permettre à l'Allemagne de pousser, en territoire occupé, ses préparatifs d'ordre militaire. La présence dans les territoires occupés, de l'armée alliée d'occupation, a du moins, pour effet, d'entraver le développement d'un programme dont rien ne pourra plus paralyser l'exécution après l'évacuation des territoires rhénans par les forces alliées. »
Ayant conservé son commandement jusqu'à l'évacuation de l'Allemagne par l'armée de la Rhénanie le 30 juin 1930, il continue à participer aux travaux du Conseil supérieur de la guerre. Le général Guillaumat est finalement placé « hors-cadre sans emploi » le 4 juin 1933.
Il meurt sept ans plus tard à Nantes, où il habitait au no 5 de la rue Maurice-Duval. Il est inhumé au cimetière Miséricorde de Nantes, le 22 mai 1940. En novembre 1947, ses cendres rejoignent le caveau des gouverneurs militaires de Paris à l'Hôtel des Invalides.

## Honneurs et distinctions
Le 10 juillet 1918, le général Guillaumat est élevé à la dignité de grand-croix de la Légion d'honneur et le 3 octobre 1918, il reçoit la médaille militaire pour avoir été commandant en chef devant l'ennemi dans les Balkans (mais il n'est pas fait maréchal comme Franchet d'Espèrey en 1918 : en effet, Poincaré est hostile à la nomination de maréchaux en temps de paix), il reçoit la Army Distinguished Service Medal en 1919.

### Décorations militaire
- Médaille militaire (3 octobre 1918)
- Grand-croix de la Légion d'honneur (10 juillet 1918)[5]
- Croix de guerre 1914–1918 (cinq palmes)
- Médaille coloniale avec agrafe "Tonkin"
- Army Distinguished Service Medal (États-Unis)
- Officier de l'Ordre royal du Cambodge